# Piñeiro (Maside)
Piñeiro (llamada oficialmente San Xoán de Piñeiro) es una parroquia y un lugar del municipio español de Maside, en la provincia de Orense, Galicia.

## Toponimia
La parroquia también es conocida por el nombre de San Juan de Piñeiro.

## Organización territorial
La parroquia está formada por cinco entidades de población:
- Piñeiro
- Quintás (As Quintás)
- San Baínto
- San Payo (San Paio)
- Sobreira

## Demografía

### Parroquia
| Gráfica de evolución demográfica de Piñeiro (parroquia) entre 2000 y 2022 |
|                                                                           |
| Datos según el nomenclátor publicado por el INE.                          |

### Lugar
| Gráfica de evolución demográfica de Piñeiro (lugar) entre 2000 y 2022 |
|                                                                       |
| Datos según el nomenclátor publicado por el INE.                      |